# Jennifer Welter
Jennifer Welter (Vero Beach, 27 d'octubre de 1977) és una ex-jugadora i entrenadora de futbol americà estatunidenca. Fou entrenadora de jugadors de rerelínia (linebackers) pels Arizona Cardinals de la NFL durant el campament d'entrenament i la pretemporada 2015, sent així la primera entrenadora de l'NFL.
El 24 de gener de 2014 es convertí en la segona dona a jugar en una posició diferent a la de xutador (kicker) i la primera en la de corredor (running back) en un equip d'una lliga professional de futbol americà masculina, després de fitxar pel Texas Revolution del Champions Indoor Football. Encara que Welter no fou la primera dona a participar en un esport dominat per homes, fou la segona, juntament amb la jugadora d'hoquei Hayley Wickenheiser, a participar en una posició de contacte dins d'un esport dominat per homes.
El 12 de febrer de 2015, el Texas Revolution la nomenà com la seva entrenadora de rerelínia i equips especials, convertint-la en la primera entrenadora en una lliga professional de futbol americà masculina. Més tard, al novembre de 2015, guanyà el premi Pionera esportiva durant el Dia de l'Emprenedoria de les Dones, organitzat per Nacions Unides.
Welter aparegué a #IAmAMogul, de la plataforma Mogul, com a part de la campanya del Mes de la Història de la Dona al març del 2016 amb la conferència «Canviant la percepció del que significa ser un entrenador de la NFL».

## Orígens professionals
Welter fou jugadora en diversos equips de futbol americà femení, tant professionals com semi-professionals, com el Dallas Diamonds i el Dallas Dragons. Fou part de l'equip representatiu dels Estats Units guanyador de la medalla d'or al Campionat del Món femení, organitzat per la Federació Internacional de Futbol Americà el 2010 i 2013. D'igual manera, jugà a rugbi durant el període d'universitat.

## Texas Revolution
La seva primera aparició com a jugadora fou durant un partit de pretemporada el 15 de febrer de 2014, contra el North Texas Crunch on realitzà tres carreres de menys d'una iarda. El 19 de febrer fou inclosa a la plantilla de la temporada regular 2014.
El 12 de febrer de 2015 fou nomenada com a nova entrenadora de rerelínia i equips especials del Texas Revolution, convertint-se en la primera entrenadora d'un equip professional de futbol americà masculí.

## Arizona Cardinals
El 27 de juliol de 2015 l'Arizona Cardinals la contractà com a assistent d'entrenador interna durant el campament d'entrenament i la pretemporada, per la qual cosa fou considerada com la primera entrenadora de l'NFL. El seu temps amb els Cardenals expirà el 30 d'agost del mateix any després del tercer joc de pretemporada. Segons Tyrann Mathieu, jugador dels Cardenals, afirmà que la seva forma d'entrenament no diferia de la dels altres.
Arizona Cardinals inicià la temporada 2015-2016 amb un rècord de 3-0, per la qual cosa The Washington Post publicà que "La pregunta més important era com respondrien els jugadors de la NFL davant una dona entrenant-los i la resposta òbvia és: sí".

## Atlanta Legends
L'11 de desembre de 2018 fitxà per l'Atlanta Legends de la recentment formada Alliance of American Football com a especialista defensiva sota l'entrenador en cap Brad Childress.

## Educació
Welter es graduà al Boston College, obtingué un màster de Psicologia de l'Esport, i a més un PhD en Psicologia a la Capella University.